# Крокон (из Аттики)
Крокон (из Аттики, др.-греч. Κρόκων) — персонаж древнегреческой мифологии. Предание о нём рассказывали в аттическом деме Скамбонида. Сын Триптолема; муж Сесары, дочери Келея. Был правителем Элефсиса, место, где он жил, называли «дворцом Крокона».
Дочь Крокона Меганейра стала женой Аркада, которому родила двух сыновей Элата и Афида.